# Laodamante (figlio di Eteocle)
Laodamante (in greco antico: Λᾱοδάμᾱς?) è un personaggio della mitologia greca, figlio di Eteocle, re di Tebe.

## Mitologia
Laodamante divenne re di Tebe dopo suo padre.
In una versione del mito (diverso da quello raccontato nell'Antigone di Sofocle), è il responsabile della morte delle sue zie Antigone ed Ismene, che furono condannate per aver dato una sepoltura al loro fratello Polinice. 
Durante la battaglia degli Epigoni, uccise Egialeo ed in seguito fu ucciso da Alcmeone.
Altre fonti affermano che è sopravvissuto ed è fuggito dagli Enchelei in Illiria e che successivamente guidò una spedizione in Tessaglia.